# Helia homopteridia
Helia homopteridia là một loài bướm đêm trong họ Erebidae.